# Cymindis americana
Cymindis americana är en skalbaggsart som beskrevs av Pierre François Marie Auguste Dejean. Cymindis americana ingår i släktet Cymindis och familjen jordlöpare. Inga underarter finns listade i Catalogue of Life.